# 烈の瞬
「烈の瞬」（れつのまたたき）は、日本のバンド、ジャパハリネットの楽曲で、インディーズ2枚目のシングル。2003年5月28日に発売（発売元はMAD MAGAZINE RECORDS、品番は「BTMM-03」）。インディーズ時代最後となる作品。同バンド最大のヒットシングルである。
このシングルを引っ提げて、同年6月から「はりねずみ前線北上中〜旅〜2003」と題した全国ツアーを行った。
2008年2月1日に、アルバム『満ちて来たる日々』、シングル「物憂げ世情」と共に再発売された。

## 収録曲
1. 烈の瞬 [3:57][2]
作詞・作曲・編曲：鹿島公行[7]
  - 日本テレビ系アニメ『エアマスター』オープニングテーマ。アニメで使用されたものとは音源が異なっており、編曲がジャパハリネット名義となっている[8]。このバージョンは、同アニメのサウンドトラックに「TVsize」として収録[9]。
2. 絶望の風 [3:31][2]
作詞・作曲：鹿島公行[10]
  - 前作「物憂げ世情」の発売記念ワンマンライブ「白服デー」の開催地全6か所で、白色の服を着た来場者に配布されていた音源[1][2]。
3. 蒼が濁ったナイフ [3:05][2]
作詞・作曲：鹿島公行[11]
  - メジャー5枚目（通算7枚目）のシングル「星霜のさくら」には、再録されたバージョンが収録されている[12]。
4. 楓鈴 [3:42][2]
作詞・作曲：けんじろ[13]
  - 「ふうりん」と読む[14]。

## 収録アルバム
オリジナル
- 『現実逃走記』 (#2)

ベスト
- 『天国ベスト〜BEST FIRE OF HEAVEN〜』 (#1,2,3) ※3曲とも、歌唱・演奏再録ヴァージョン[15]。